# Mezinárodní divadelní festival Hradec Králové
Mezinárodní divadelní festival Hradec Králové (též Festival Regiony, hovorově Divadelňák) je každoročně pořádánou akcí v Hradci Králové. Návštěvností patří tento divadelní festival mezi nejvýznamnější kulturní události ve městě.
Festival se koná vždy koncem června převážně v historickém centru města. Historie pořádání se datuje od roku 1994, přičemž do roku 2020 byl užíván název Divadlo evropských regionů a Open Air Program. V témže roce se kvůli pandemii covidu-19 konal pouze omezený ročník s podtitulem Letos jinak.
Pravidelně se ho účastní divadelní soubory až dvanácti zemí a odehrají se na dvě stovky představení, většina z nich venkovních („Open Air“). Například v roce 2009 se ho zúčastnilo zhruba 55 tisíc návštěvníků.